# امید علیمردانی
امید علیمردانی (زاده ۲ مرداد ۱۳۶۸ در تهران) بازیگر و تهیه‌کننده سینما و تلویزیون اهل ایران است.

## فعالیت هنری
امید علیمردانی دارای مدرک رشته فیلم‌سازی و کارگردانی هنرهای نمایشی از دانشگاه هنر است. در سال ۱۳۷۷ هجری خورشیدی با بازی در تئاتر فعالیت خود را آغاز کرد و پس از آن در سال ۱۳۷۸ با سریال «گل‌های آبی» به کارگردانی «حبیب‌الله کاسه ساز» وارد قاب تلویزیون شد.
با سعید سهیلی بازی در سینما را تجربه کرد اما شهرت اش با نقش رستم مباشر حشمت فردوس (داریوش ارجمند) در سریال ستایش از سال ۹۲ آغاز شد.و تهیه کننده فیلم های سایلنت ،دیوارهای عادت،بازی اجباری، و مرگ قاصدک بود است 

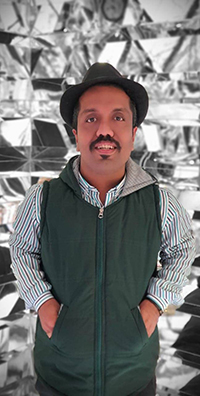
امید علیمردانی

## فیلم تلویزیونی
| سال  | عنوان              | کارگردان               |
| ---- | ------------------ | ---------------------- |
| ۱۳۸۱ | گلهای آبی          | حبیب‌الله کاسه‌ساز       |
| ۱۳۸۶ | دیوار شیشه‌ای       | راما قویدل             |
| ۱۳۸۸ | نردبام آسمان       | محمدحسین لطیفی         |
| ۱۳۸۹ | زن بابا            | سعید آقاخانی           |
| ۱۳۸۷ | به کجا چنین شتابان | ابوالقاسم طالبی        |
| ۱۳۹۰ | راه دررو           | سعید آقاخانی           |
| ۱۳۹۰ | چهارچرخ            | جواد مزدآبادی          |
| ۱۳۹۲ | ستایش ۲            | سعید سلطانی            |
| ۱۳۹۷ | دنیای گمشده        | امین امانی             |
| ۱۳۹۸ | ستایش ۳            | سعید سلطانی            |
| ۱۳۸۶ | یک وجب خاک         | علی عبدالعلی‌زاده       |
| ۱۴۰۰ | پلاک ۱۳            | آرش معیریان            |
| ۱۴۰۰ | یاور               | سعید سلطانی اصغر نعیمی |

## فیلم سینمایی
- آنجا کسی دیوانه نیست[۱]
- ازدواج در وقت اضافه
- خفه گی
- آتیش بازی
- سرپیری و معرکه‌گیری
- قصه پریا
- کات کلانتری
- چارچنگولی
- صداست کی می‌ماند
- جان به حراج
- تاریکی